# Carpodesmia funkii
Espèce
Carpodesmia funkii (basionyme : Cystoseira funkii) est une espèce d’algues brunes de la famille des Sargassaceae.

## Nomenclature
Carpodesmia funkii a pour basionyme :
- Cystoseira funkii Schiffner ex Gerloff & Nizam., 1976[1]

## Distribution
Cystoseira funkii se retrouve en mer Méditerranée.